# Трифон Вјатски
Трифон Вјатски (рус. Трифон Вятский) је хришћански светитељ. Рођен је у селу Мала Њемигонка у Архангелској губернији. Од детињства је осећао потребу за монашлим животом, тако да је побегао из родитељске куће. Прво се настанио у граду Велики Устјуг, где се подвизавао се у посту и молитви под руководством парохијског свештеника Јована. Затим се замонашио у Пискорском манастиру, у Пермској губернији, где је преводио незнабошце у хришћанство. На реци Чусоваја основао је манастир Успења Пресвете Богородице. Када је он заживео одлази у околину града Кирова где на реци Вјатка основа манастир посвећен Успењу Пресвете Богородице, данас познат као Трифонов манастир Успења. Трифон је преминуо 1612. године. Његове мошти се налазе у Трифоновом манастиру Успења.
Православна црква слави га 8. октобра по црквеном, а 21. октобра по грегоријанском календару.